# Diphtherocome vivida
Diphtherocome vivida är en fjärilsart som beskrevs av John Henry Leech 1900. Diphtherocome vivida ingår i släktet Diphtherocome och familjen nattflyn. Inga underarter finns listade i Catalogue of Life.